# Riza Talabani
Sheikh Riza Talabani (kurd. Şêx Rizayê Telebanî; ur. 1835 w Kirkuku, zm. 1910 w Bagdadzie) – kurdyjski poeta piszący w języku kurdyjskim, tureckim i arabskim. Uważa się, że jako pierwszy zaczął stosować w kurdyjskiej poezji satyrę. W swoich utworach, poza satyrą, często zawierał również elementy czarnej komedii. Przejawiało się to w ich sprośności, wulgarnych odwołaniach lub stosowaniu zniewagi. Poprzez taką formułę wierszy Talabani manifestował swoje poglądy polityczne, które wyraźnie powiązane były z życiem Kurdów w mieście Kirkuk. Podejmowaną tematyką były także miłość i religia.